# 吉林外国语大学
吉林外国语大学是中华人民共和国的一所全日制本科民办普通高等院校，招生层次为本科及研究生，位于吉林省长春市南关区。现任校长是秦和。

## 沿革
- 1995年，吉林省华侨外国语专修学院成立。
- 1997年，改建为吉林华桥外语职业学院。
- 2003年，升格为吉林华桥外国语学院。[4]
- 2018年6月，更名为吉林外国语大学[5][6]。

## 教学单位
- 高级翻译学院
- 英语学院
- 东方语学院
- 西方语学院
- 中东欧语学院
- 国际商学院
- 国际传媒学院
- 教育学院
- 国际艺术学院
- 国际文化旅游学院（国际冰雪学院）
- 人工智能学院
- 马克思主义学院
- 国际关系学院
- 体育部 [2]